# Ganonema longipenne
Ganonema longipenne är en nattsländeart som beskrevs av Martynov 1930. Ganonema longipenne ingår i släktet Ganonema och familjen Calamoceratidae. Inga underarter finns listade i Catalogue of Life.